# 스위스의 국민투표
스위스의 국민투표 (Switzerland Referendum, 독일어: Volksabstimmung)는 스위스에서 실시되는 국민투표를 말한다.

## 스위스의 행정과 정치

### 행정
스위스는 26개 칸톤(스위스의 주,독일어: Kanton)들의 연방으로 이루어진 연방공화국이다. 이중 6개의 칸톤은 반주(半州)로, 하나의 칸톤에서 2개로 분리된 칸톤들이며 각 칸톤들은 연방공화국 헌법에 의거 동등한 주권을 가진다. 다만 칸톤 사이의 연맹이나 연방으로부터의 탈퇴는 금지되어있다. 각 칸톤들은 각자의 법, 의회, 법원을 가지고 있으며 여러개의 코뮌(스위스의 시,독일어: Gemeinden)으로 구성되어있다. 코뮌 역시 지방자치제의 일환으로 자치권을 가진다.스위스 지방자치의 특징은 연방정부가 있긴 하지만 그 권한은 극히 제한적이다. 국가와 지방정부간의 권한은 철저히 보충성의 원칙(subsidiarity principle)에 입각하여 기초자치단체에 우선 배분된다. 주민복리에 영향을 미치는 모든 사무는 기초자치단체인 코뮌에서 처리하고 코뮌에서 처리하기 힘든 사무에 대해서만 상급 자치단체인 칸톤이 처리한다. 마찬가지로 연방은 연방헌법에 의해 배정된 사무만을 처리하고 캔톤의 역량을 보완해 주는 역할에만 그친다. 이처럼 스위스의 행정은 높은 수준의 지방자치를 바탕으로 작은 단위인 코뮌에서 칸톤, 연방에 이르기까지 3단계로 이루어진다.
| 발레 티치노 그라우뷘덴 제네바 보 뇌샤텔 쥐라 베른 투르가우 취리히 아르가우 루체른 졸로투른 바젤란트 샤프하우젠 우리 슈비츠 글라루스 장크트갈렌 아펜첼이너로덴 아펜첼아우서로덴 옵발덴 니트발덴 추크 프리부르 바젤슈타트 프랑스 이탈리아 리히텐슈타인 오스트리아 독일 |

| 칸톤 | 칸톤              | 주도     | 칸톤 | 칸톤       | 주도         |
| ---- | ----------------- | -------- | ---- | ---------- | ------------ |
|      | 아르가우          | 아라우   |      | *니트발덴  | 슈탄스       |
|      | *아펜첼아우서로덴 | 헤리자우 |      | *옵발덴    | 자르넨       |
|      | *아펜첼이너로덴   | 아펜첼   |      | 샤프하우젠 | 샤프하우젠   |
|      | *바젤란트         | 리슈탈   |      | 슈비츠     | 슈비츠       |
|      | *바젤슈타트       | 바젤     |      | 졸로투른   | 졸로투른     |
|      | 베른              | 베른     |      | 장크트갈렌 | 장크트갈렌   |
|      | 프리부르          | 프리부르 |      | 투르가우   | 프라우엔펠트 |
|      | 제네바            | 제네바   |      | 티치노     | 벨린초나     |
|      | 글라루스          | 글라루스 |      | 우리       | 알트도르프   |
|      | 그라우뷘덴        | 쿠어     |      | 발레       | 시옹         |
|      | 쥐라              | 들레몽   |      | 보         | 로잔         |
|      | 루체른            | 루체른   |      | 추크       | 추크         |
|      | 뇌샤텔            | 뇌샤텔   |      | 취리히     | 취리히       |

*이 칸톤들은 반주(半州)로 스위스 주 의회에서 두 명이 아니라 한 명의 의원에 의해 대표된다.

### 정치
스위스는 정치는 간접민주제와 직접민주제의 특징을 모두 보인다.  간접민주제의 모습을 보이는 부분은 입법권을 가진 연방의회(Federal Assembly)에서 찾아볼 수 있다.  양원제로 운영되는 연방의회는 하원의회(National council)의 경우 200명의  임기4년 비례대표제 의원으로 구성되며  상원의회(Council of States)의 경우 정원 46명으로 각 칸톤에서 2명씩(반주(半州)의 경우 1명) 선출되며 선출방법은 각 칸톤에 따라 차이가 있다.  양원은 동등한 권리를 가지며 하원의장이 연방의회의 의장을 맡는다.  입법권이 의회에 있다고는 하지만 시민들은 의회에서 통과된 법에 대해 국민투표를 건의할 수 있으며 시민들의 국민발안을 통해 법을 개정하거나 새로운 법을 입안시킬 수 있으며 이는 직접민주제의 특징을 보이고 있다.  행정권은 양원에서 선출된 임기4년의 7명의 연방평의회(독일어: Bundesrat)가 가지며 외무•내무•경제•사법•군사, 재정, 관세•교통/환경 7개 부의 장 역할을 수행한다. 7명의 평의회구성원은 윤번제를 통해 임기1년의 평의회의장이면서 대통령직을 수행하며 부통령도 같은 방식으로 정해진다.

## 스위스 국민투표의 역사

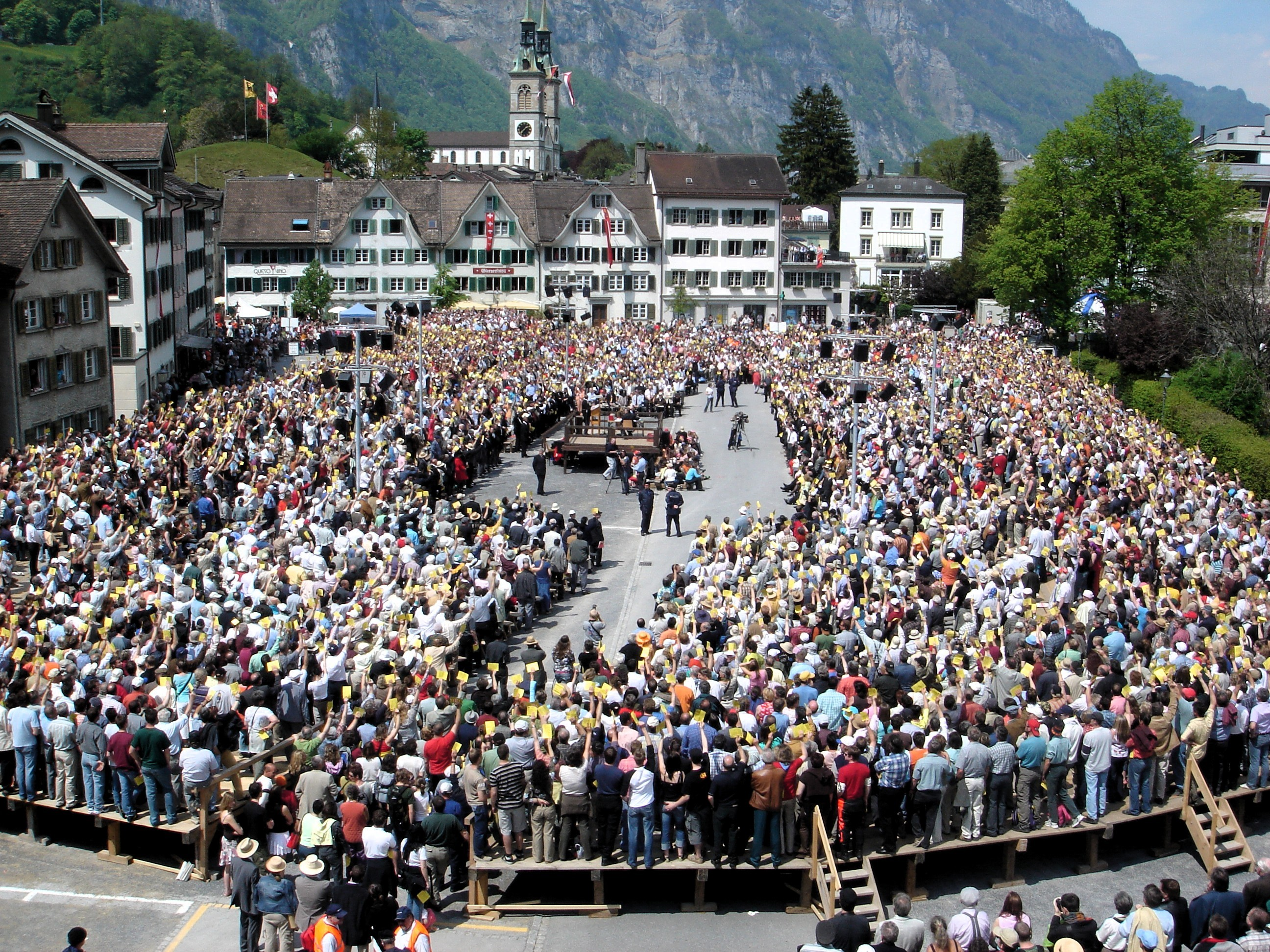
란츠게마인데는 직접민주제의 오랜된 제도로 아직까지도 많은 코뮌에서 시행 중이며 2개의 칸톤에서도 시행 중이다.

국민투표로 대표되는 스위스 직접민주주의의 뿌리는 란츠게마인데(독일어: Landsgemeinde)에서 찾을 수 있다. 란츠게마인데는 1년에 한 번씩 자신이 거주하는 지방자치단위(코뮌)의 큰 광장에 모여 주요 사안에 관한 안건을 내고 자유로운 찬반 토론을 거친 후 거수투표를 통해 결정하는 제도다. 이를 통해 자치단체의 대표를 선출하기도 하고 예산을 심의, 의결하기도 하며 지방자치 단위의 법률을 개정하기도 한다. 1231년 우리(독일어: Uri) 칸톤에서 시작된 제도로 1387년부터 대부분 칸톤에서 시행했지만, 인구 증가와 익명성 보장이 힘든 점 때문에 대부분 주(칸톤) 차원에서는 시행하지 않고 있다. 하지만 현재도 대부분 코뮌 단위에서는 란츠게마인데와 같은 전체 주민총회를 최고 의결 기구로 하고 있으며 상위 자치 단위인 칸톤 중에서도 규모가 작은 글라루스나 아펜첼의 경우 아직 란츠게마인데를 운영하고 있다. 란츠게마인데는 다양한 일상생활 주제를 여과 없이 정치화함으로써 스위스 직접민주주의, 생활의 정치화를 가능하게 했다.

이처럼 칸톤수준에서는 직접민주제가 행해져 왔지만 연방수준에서 직접민주제가 도입된 것은 연방국가가 성립된 19세기이다. 칸톤들은 전부터 외세의 세력에 대항하면서 자치권 보호를 위해 서로 동맹을 맺었는데 이것이 스위스 연방의 시초이다. 13세기 3개의 칸톤 연맹(우리, 슈비츠, 옵발덴)으로 시작된 연맹은 시간이 지남에 따라 연맹에 가입하는 칸톤의 수가 늘어났다. 그 결과 1815년 25개의 칸톤이 연맹에 가입하였고 현재의 영토를 확보하게 되었다. 1831년 칸톤들은 국민주권이라는 슬로건을 내걸고 권력분립, 대의제를 규정한 헌법의 기틀을 마련했다. 1848년 연방헌법제정으로 대의제(의회민주주주의)와 직접민주제(의무적 국민투표)를 토대로 한 현대적 의미의 연방국가 설립되었다. 1874년 연방헌법개정으로 선택적 국민투표가 도입되었고 1891년에는 헌법의 부분개정에 대한 국민발안이 시행되었다.  이렇게 도입된 부분개헌 국민투표,국민발안제는 직접민주제를 한층 강화하였다. 이렇게 직접민주제가 강화된 배경에는 스위스인들이 투표를 통해 의회의 결정에 직접적으로 통제권을 행사하고 발안권을 통해 입법 과정에 직접 참여할 수 있기를 원했기 때문이다.또한 동일한 인물들에게 정치·경제적 권한이 집중되는 것을 막으려고 하는 의도도 있었다. 따라서 언제나 시민에 의한 통제가 이루어질 수는 없지만 가장 중요한 사안은 시민이 직접 결정을 내려야 하며 비교적 덜 중요한 규제나 규칙 등의 결정은 정부나 의회가 내리도록 하는 준직접민주주의가 탄생했다.

## 스위스 국민투표의 특징

### 유권자
스위스에서는 18세 이상의 스위스인들에게 투표권이 주어지며 스위스 거주 외국인에게는 투표권이 주어지지 않는다. 때문에 약 750만명의 스위스 거주자 중 외국인을 제외한 560만명만이 투표권을 가지고 있다.
다만 1859년 이래 뇌샤텔 칸톤은 5년 이상 거주한 외국인에게 선거권과 투표권을 주었고, 뇌샤텔 칸톤에 속한 코뮌은 1년 이상 거주한 외국인에게 선거권과 투표권을 주었다.1978년 탄생한 쥐라 칸톤과 주 안에 속한 코뮌들은 10년 이상 거주한 외국인들에게 선거권과 투표권을 주었다.
특이한 점은 여성참정권인데 1971년에서야 여성참정권이 인정되었다. 대한민국은 1948년 제정된 헌법에 의해 여성 투표권이 보장되었고 북유럽을 제외한 서유럽 대부분의 국가에서 여성들이 2차 세계대전 직후에 참정권을 얻었던 것을 고려하더라도 상당히 더딘 행보였다. 그때까지 스위스에서 여성참정권 도입시도가 전혀 없었던 것은 아니었다. 1958년 스위스 연방의회는 여성에게도 참정권을 부여하는 내용의 헌법 개정안을 발의했다. 하지만 1959년에 남성들만으로 이루어진 국민투표에서 압도적인 표 차이로 거부됐다.사실 여성 참정권이 연방차원의 국민투표에서는 부결됐지만, 이 사안에 대한 각 칸톤의 의견은 명확하게 나뉘었다.일부 지방에서 시민들이 칸톤차원의 헌법 개정을 제안해서 자신들의 지역에서만이라도 우선 여성 참정권을 인정하기 시작했다. 그 결과 1957년 스위스 불어권 지역의 발레(Valais) 칸톤이 최초로 여성참정권을 인정했다. 이후 1960년대에 들어서면서 발레(Valais) 칸톤의 결정은 점차 주변 여러 칸톤들로 확산되는 파급 효과를 낳았고 마침내 1971년 연방수준의 국민투표에서 여성참정권이 인정되었다.
이와 유사한 사례는 선거권 연령 제한 문제에서도 이어졌다. 연방차원의 투표 연령 제한은 만 18세다. 그러나 스위스 일부지방에서는 투표 참여연령을 현행보다 더 낮추어야 한다고 주장해 왔다. 젊은이들의 정치 참여를 일찍부터 활성화시키는 것이 민주주의 발전에 바람직하다는 취지였다. 그러나 지역 간 의견 차이로 연방차원의 투표권 연령 하향 조정이 당분간 어려워 보이자, 우선 그에 찬성하는 지방들이 앞서 법을 바꾸기 시작했다. 한 예로 란츠게마인데(독일어: Landsgemeinde)를 개최한 글라루스(Glarus) 칸톤은 칸톤차원의 선거 연령제한이 만 16세다. 2007년 글라루스(Glarus) 란츠게마인데(독일어: Landsgemeinde)에서 시민들이 결정한 결과이다

### 투표율
통계적으로 국민투표 평균적인 투표율은 40% 정도로 낮은 편이다.

### 투표 시기
스위스인들은 1년에 4번, 3개월마다 국민투표를 실시한다. 투표기간은 3개월으로 6월1일 국민투표라고 하면 그 전 3개월 동안 시작된 국민투표를 의미하며 6월1일이 투표 마지막날이자 개표일을 의미한다.
투표소는 토요일과 일요일 아침에 열리지만, 대부분의 사람들은 사전에 우편으로 투표하는 편이다.

### 투표 방법

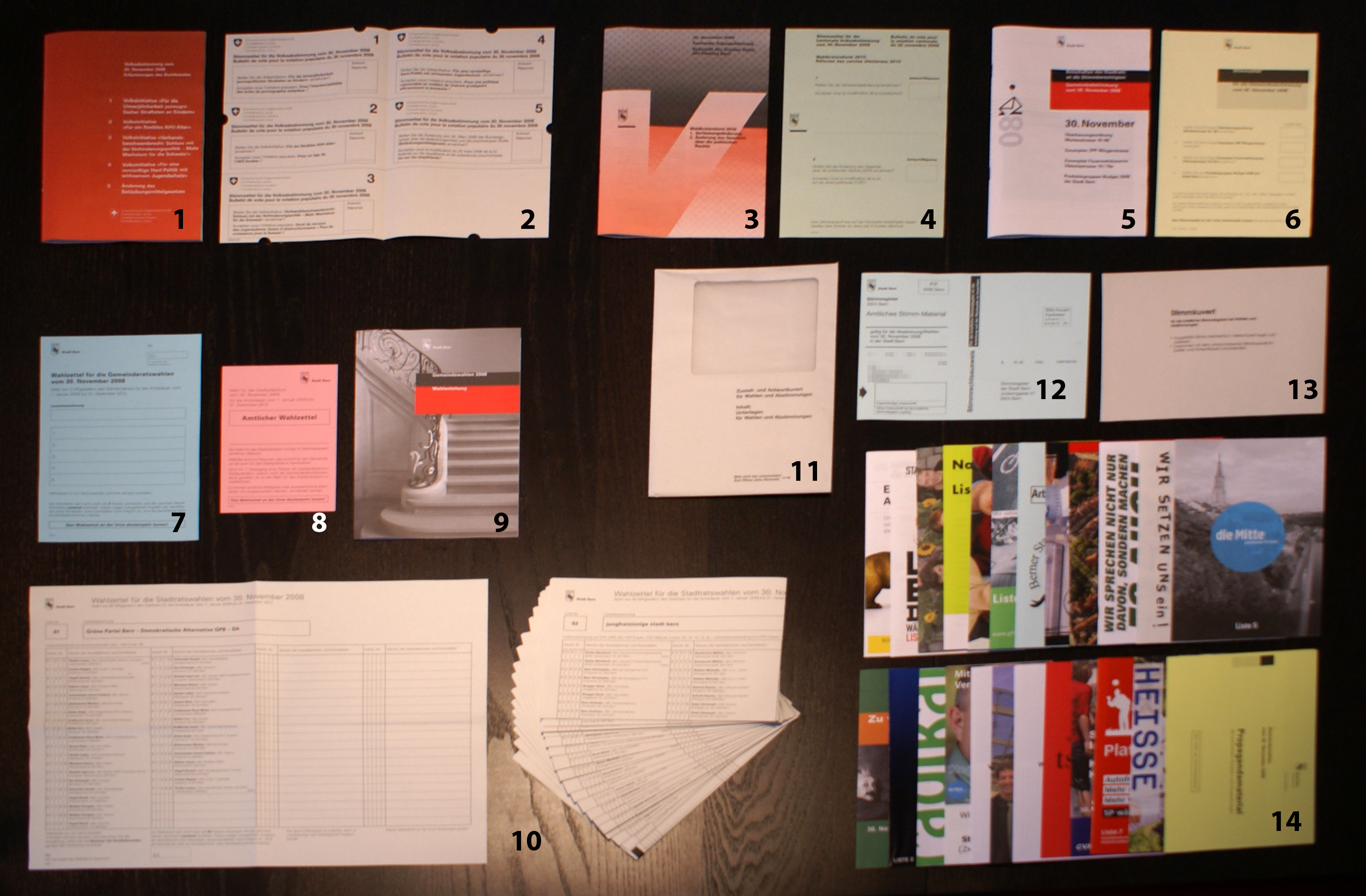
2008년 국민투표에서 베른주가 시민들에게 보낸 투표우편
(클릭시 확대)

투표하는 방법에는 우편으로 투표하는 방법, 직접 투표소에 가서 투표하는 방법, 그리고 최근에는 인터넷으로 투표하는 방법이 있다.
우편으로 투표하는 경우에 유권자들은 투표하기 전에 별도로 등록할 필요가 없다. 모든 국민들이 새로운 지역으로 이사 왔을 경우 2주 이내로 지방자치당국에 등록해야 하기 때문에 주소를 이미 알고있기 때문이다. 대략 투표하는 날의 2달 전에 지방자치 당국은 ‘Ballots’라고 적혀있는 봉투를 받는다. 봉투에는 투표용지와 이번 투표 안건에 관련된 내용이 있는 소책자가 들어있다. 투표용지를 작성한 뒤 유권자를 증명하는 인증된 카드와 같이 익명의 봉투에 넣은 뒤 지방자치 당국에게 보낸다. 당국은 카드를 확인한 뒤 익명으로 받은 봉투를 투표함에 넣는다.
투표소에 가서 투표할 경우 미리 우편으로 받은 투표용지를 투표소에 넣는다. 그러나 우편으로 투표하는 방법이 소개된 이후, 투표소에 가서 투표하는 비율은 줄어들고 있다.
몇몇 칸톤들, 즉 아르가우주, 제네바주, 뇌샤텔주, 취리히주는 인터넷이나 SMS를 통한 투표 방식을 개발하여 허용하고 있다.

### 개표 방법
개표는 손으로 직접 개표되며 각 코뮌은 무작위로 선발된 시민을 통해 개표를 실시한다. 시민들은 선발된 경우 개표를 할 의무는 있지만 따르지 않는다고 해서 처벌받는 경우는 드물다. 보통은 5~6시간 정도 소요되며 큰 코뮌이나 칸톤의 경우 시간이 더 소요되기도 한다.

## 스위스 국민투표의 종류
스위스국민투표는 의무적 국민투표, 선택적 국민투표, 국민발안 3가지로 분류할 수 있다.

### 의무적 국민투표(Mandatory Referendum)
의무적 국민투표는 특정 안건에 대해서 연방정부, 의회가 의무적으로 국민투표에 부쳐야만 입법,집행이 가능한 제도이다. 의무적 국민투표 대상 안건으로는 헌법의 전면적 수정이나 개정, 특정 국제기구 가입과 관련된 사안이 있다. 의무적 국민투표는 이중적 다수를 요구하는데 이는 국민들의 다수와 칸톤의 다수(칸톤을 대표하는 연방상원의원들의 다수일 경우)를 만족해야만 가결됨을 의미한다. 연방 수준에서 의무적 국민투표는 비교적 자주 실시되는데, 그 이유는 연방헌법에 의해 구체적으로 연방정부에 위임되지 않은 모든 권한이 칸톤정부나 코뮌정부에 귀속되므로 연방정부가 새로운 권한을 맡을 때마다 국민투표를 거쳐 헌법개정을 해야 하기 때문이다.

### 선택적 국민투표(Optional Referendum)
연방의회는 헌법에 대한 개정의 경우 의무적으로 국민투표에 부쳐야하지만 일반법률의 경우 국민투표 없이 입법시킬 수 있다. 연방정부 역시 의무적국민투표에 해당되지 않는 정책에 관해서는 국민투표없이 정책을 집행할 수 있다. 하지만 연방의회가 통과시킨 법안 혹은 연방정부가 집행하려는 정책에 관해 시민들은 국민투표로 부칠수 있는데 이것이 선택적 국민투표이다. 법안,정책 공지가 나온 시점으로부터 100일안에 5만명 서명을 받은 경우 국민투표로 회부되고 국민투표 결과에 따라 최종결정이 된다. 즉, 시민들이 연방 대의정치에 대해 견제하고 통제권을 행사하는 것이다. 선택적은 투표자 다수로만 결정이 되며 연방의회,정부는 투표결과를 반영해야한다.

### 국민발안(Federal popular initiatives)
위의 두 방식이 대의민주제를 견제하는 성격이라면 국민발안은 국민이 주체가 되어 헌법개정안을 직접 상정하여 국민투표에 회부시키는 직접민주제적인 특징을 가진다. 원하는 안건을 연방사무국에 제출 후 18개월 안에 10만명의 서명을 모아야 하며 이후 연방사무국의 허가가 떨어지면 국민투표가 실시된다. 이 때 연방정부나 의회는 이 안건에 대해 역제안(counter-proposal)을 제시할 수 있으며 역제안 역시 국민투표로 같이 부쳐진다.  의무적 국민투표와 마찬가지로 이중적 다수를 필요로 한다. 국민발안은 헌번의 전면개정, 부분개정에만 해당되며, 일반법률에 대한 국민발안은 연방수준에서는 허용되지는 않고 칸톤수준에서는 시행되고 있다. 헌법개정 국민발안을 통해 연방수준의 일반법률 국민발안을 가능케 하려는 시도는 20세기 중반 여러 차례 있었으나 국민투표에서 과반을 얻지 못해 가결되었다. 또한 스위스의 연방의회는 국민발안으로 상이한 문제들을 하나의 제안으로 뭉뚱그려 제시하지 못하도록 제한한다. 따라서 한 번에 하나의 안건에 대해서만 국민발안을 제기할 수 있도록 한다. 만일 국민발안이 두 가지 이상의 문제들을 포함하는 경우에는 각각 분리해서 하나씩 투표에 부치도록 한다.
'연방 수준의 국민투표 유형'
| 유형                   | 세부범주                | 최초 서명자수   | 특징 |
| ---------------------- | ----------------------- | --------------- | --- |
| 헌법 국민투표 (의무적) | 헌법개정/ 국제기구 가입 | 없음            | 1848년 도입. 헌법의 전면 개정 및 부분 개정과 1977년 이후부터 국제조직의 가입결정은 반드시 국민투표에 회부. 모든 의무적 국민투표는 투표자와 캔톤의 이중다수 지지로 승인. |
| 법률 국민투표 (선택적) | 법률/ 연방의회 결의     | 5만 명/8개 캔톤 | 1974년 도입. 연방의회에서 통과된 법률이나 결의는 유권자 5만 명이나 8개 캔톤의 요구로 국민투표에 회부. 다수 투표자가 거부하면, 해당 법률 또는 결의는 무효. ‘긴급한’ 경우 연방의회 의결로 법률의 효력이 즉각 발효되지만, 추후 국민투표에서 거부되면 1년 후 효력 상실.           |
| 조약 국민투표 (선택적) | 국제 조약               | 5만 명          | 1921년 도입되고 1977년 개정. 유권자 5만 명이 연방정부의 국제조약에 대해 국민투표 요구 가능. 국제조약은 투표자 다수의 찬성으로 승인. |
| 헌법 국민발안          | 전면 개정               | 10만 명         | 1848년 도입. 연방헌법의 전면개정 여부를 묻는 국민투표 실시. 투표자 다수가 동의하면, 연방의회를 해산. 새로 선출된 연방의회가 새 연방헌법안을 마련해 시민투표에 회부. 투표자와 캔톤의 이중다수 지지로 승인. 연방헌법에 대한 전면개정 국민발안은 1935년 단 한 번 제기된 바 있음. |
| 헌법 국민발안          | 부분 개정               | 10만 명         | 1891년 도입. 헌법개정안을 작성하여 10만 명의 서명을 받아 연방내각에 제출. 연방의회가 찬반 결정. 연방의회는 국민발안에 대한 대안을 제시할 수 있음. 국민발안을 대안이 있는 경우에 그 대안과 함께 국민투표에 회부. 투표자와 캔톤의 이중다수 찬성으로 승인.                       |

## 스위스 연방 입법과정
스위스 시민은 연방입법의 과정 중 제안단계· 법안작성단계· 의회검증단계· 최종결정단계· 발효단계에서 참여의 기회를 얻는다.
1. 제안단계 : 연방 수준의 입법과정은 흔히 칸톤과 연방의회의원 및 연방각료의 발의로 시작된다. 그리고 유권자와 이익집단은 연방헌법의 개정을 위한 국민발안을 제기할 수 있다. 단, 연방 수준에서는 일반 법률에 대한 국민발안은 인정되지 않는다. 유권자와 이익집단은 18개월 이내에 10만 명의 서명을 받아 입법방향만 제시하는 일반적 발의형식이나 구체적으로 작성된 초안형식으로 연방헌법의 개정안을 발의할 수 있다. 초안형식으로 발의된 연방헌법 개정안은 연방내각과 연방의회에서 변경될 수 없다.
2. 법안작성단계 : 연방내각은 법률의 초안을 마련하기 위해 종종 시민사회 대표를 포함한 10~20명의 위원으로 구성된 전문가위원회를 설치한다. 전문가위원회에서 마련된 초안은 칸톤과 정당 밑 관련 단체에 송부되어 검토된다. 자문과정에 초대되지 않은 사람도 전문가위원회에서 마련된 초안에 대해 의견을 개진하거나 수정안을 만들어 서면으로 제출할 수 있다. 연방사무처는 검토과정에서 제기된 이해당사자의 의견을 수렴하여 법안을 다시 작성한 후 연방내각에 제출한다. 연방내각은 이 법안을 검토하여 법안을 연방의회에 제출할 것인지, 또는 이해당사자의 의견을 좀 더 수렴할 것인지 결정한다.
3. 의회심의단계 : 연방내각으로부터 개정안과 제안서를 넘겨받은 연방하원과 연방상원은 개정안 심의에 들어간다. 양원의 견해 차이가 해소되면, 각 원은 표결로 연방의회의 법률개정안을 확정한다. 그러나 양원의 견해차가 좁혀지지 않는 경우 개정안은 자동 폐기된다. 이해당사자들은 의회검증단계에서 양원의원을 상대로 로비할 수 있다. 혹은 양원의 관련 위원회에 초대되어 전문가로서 견해를 밝힐 수 있다.
4. 최종결정단계 : 양원에서 채택된 헌법개정안과 국제조직 가입문제는 반드시 국민투표에 회부된다. 그리고 양원에서 통과된 일반 법률은 100일 이내에 선택적 국민투표가 제기되지 않는 경우 효력을 발한다. 그러나 이 기간 내에 유권자 5만 명이나 8개 칸톤의 요구가 있는 경우에는 국민투표에 부쳐져 최종 결정된다.
5. 발효단계 : 일반 법률에 대한 국민투표의 경우에는 투표자들 다수의 지지로 법률의 효력을 발한다. 그러나 헌법 개정에 대한 국민투표의 경우에는 이중다수의 지지, 즉 투표자 다수와 캔톤 다수의 지지를 동시에 얻어야 헌법 개정이 효력을 발한다.[22]

## 스위스 국민투표의 안건과 결과

### 2016년

#### 기본소득정책

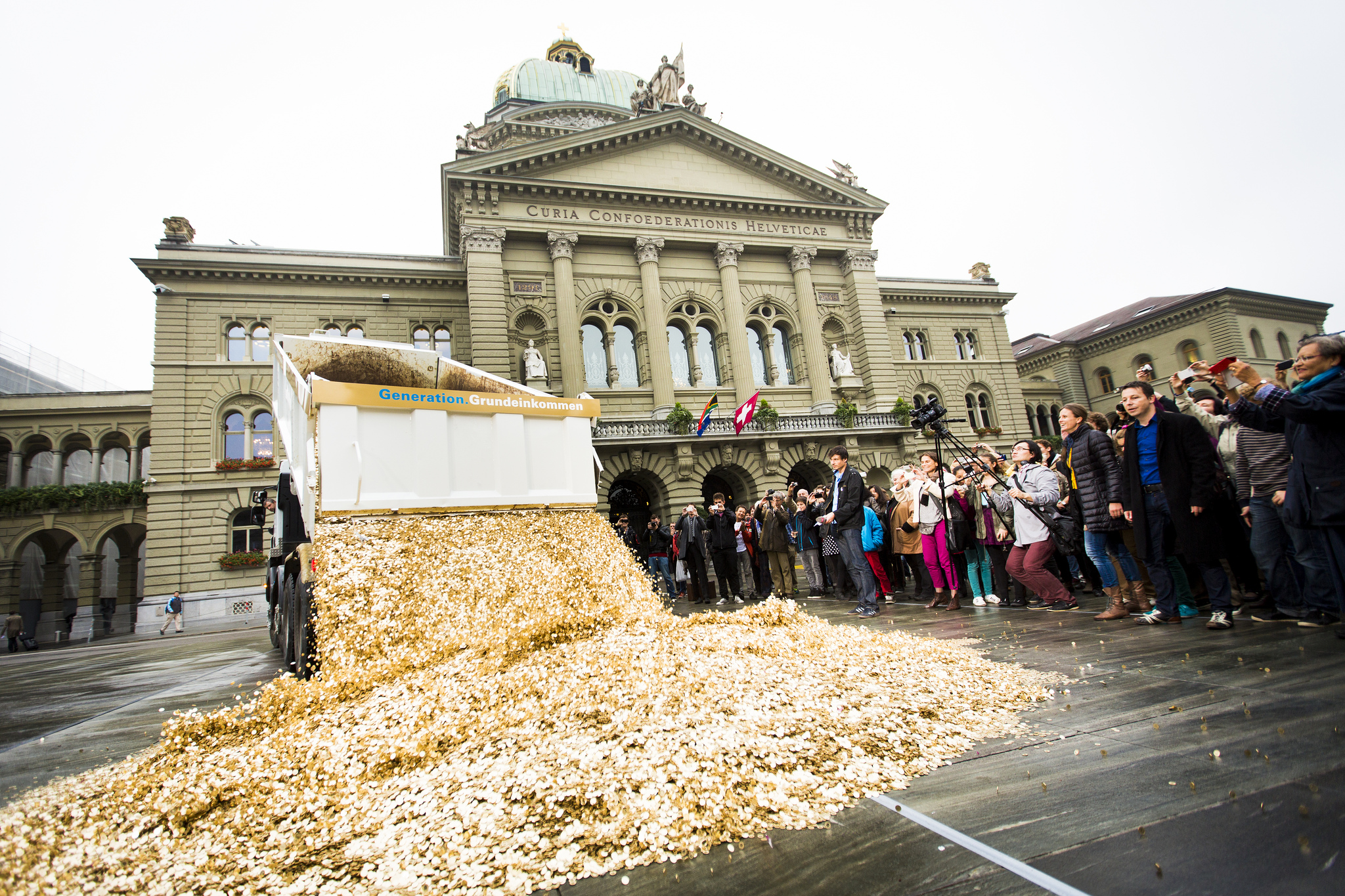
기본소득 안건에 찬성하는 사람들이 베른광장에서 동전을 붓는 시위를 하고있다.

18세 이상의 모든 성인에게는 매달 300만원을 지급하고, 청소년 어린이에게는 매달 78만원의 기본소득을 지급하는 정책이다.
1980년대부터 논의가 시작되었으나 1990년대까지 이와 관련하여 주요 공청회가 열린 적은 없었으며 2000년대 초에 들어서서 본격적으로 논의가 시작되었다.
근로의욕감퇴, 생산성 저하우려로 반대여론이 우세하였다. 정부도 연 248조원의 재원이 들것으로 예상하며 반대의 입장을 표명하였다.
248조는 현 스위스정부지출 규모의 3배에 해당되는 금액이다.

만약 법이 통과된다 하더라도 수많은 이민자들이 스위스로 진입하려함에 따른 혼란도 우려했다.

##### 결과
| 안건                           | 찬성    | 찬성 | 반대      | 반대 | 무효표 기권표 | 총 투표자수 | 총 유권자수 | 투표율 | 찬성 주(칸톤) | 찬성 주(칸톤) | 반대 주(칸톤) | 반대 주(칸톤) | 결과 |
| 안건                           | 투표수  | %    | 투표수    | %    | 무효표 기권표 | 총 투표자수 | 총 유권자수 | 투표율 | Full          | Half          | Full          | Half          | 결과 |
| ------------------------------ | ------- | ---- | --------- | ---- | ------------- | ----------- | ----------- | ------ | ------------- | ------------- | ------------- | ------------- | ---- |
| 기본소득정책                   | 568,660 | 23.1 | 1,897,528 | 76.9 | 28,660        | 2,494,848   | 5,313,442   | 46.95  | 0             | 0             | 20            | 6             | 부결 |
| 출처:Government of switzerland |         |      |           |      |               |             |             |        |               |               |               |               |      |

#### 외국인 범죄자 자동추방
외국인 범죄자는 범죄의 경도에 상관없이 형이 선고되면 추방 항고도 하지 못한다.

이민자, 외국인에 반대하는 극우정당인 스위스국민당에 의해 발의된 안건이다. 최근 급증하는 이민자(110만명이 유럽에 이민), 독일에서 발생한 북아프리카인들 주도의 성추행 등으로 외국인에 대한 반발이 커졌기 때문이다.

좌파쪽의 사회민주당은 인종차별문제 우려와 EU와의 관계악화를 걱정하고, 더불어 내전중인 국가거나 정치적망명으로 들어온 난민을 다시 모국으로 돌려보낸다는것은 인도적인 차원에서 문제가 있다고 지적하였다.

반대자들은 이 법안을 통해 스위스 인구의 4분의 1인 외국인만 해당되는 법이 생겨 2트랙식으로 법이 운영된다는 것은 불공평하다고 생각하였다. 또한 망명자, 이민자들 뿐 아니라 스위스에서 태어났고 다른나라에서 산 적도 없지만 복잡한 시민권절차과 비용때문에 국적취득못한 외국인도 포함되기 때문에 문제가 있다고 지적하였다. 특히 속도위반 같은 경미한 범법에 대해서도 엄격한 잣대를 들이미는 것은 차별적이라고 주장하였다.

##### 결과
| 안건                            | 찬성      | 찬성 | 반대      | 반대 | 무효표 기권표 | 총 투표자수 | 총 유권자수 | 투표율 | 찬성 주(칸톤) | 찬성 주(칸톤) | 반대 주(칸톤) | 반대 주(칸톤) | 결과 |
| 안건                            | 투표수    | %    | 투표수    | %    | 무효표 기권표 | 총 투표자수 | 총 유권자수 | 투표율 | Full          | Half          | Full          | Half          | 결과 |
| ------------------------------- | --------- | ---- | --------- | ---- | ------------- | ----------- | ----------- | ------ | ------------- | ------------- | ------------- | ------------- | ---- |
| 외국인 범죄자 자동추방          | 1,375,098 | 41.1 | 1,966,965 | 58.9 | 37,504        | 3,379,567   | 5,302,797   | 63.7   | 3             | 3             | 17            | 3             | 부결 |
| 출처: Government of switzerland |           |      |           |      |               |             |             |        |               |               |               |               |      |

#### 망명절차 개정
정치적 망명자들에 대한 망명절차 속도를 개선하는 정책이다.

##### 결과
| 망명절차개선                    | 1,616,597 | 66.8 | 804,086 | 33.2 | 65,349 | 2,486,032 | 5,313,442 | 46.79 | 가결 |
| 출처: Government of switzerland |           |      |         |      |        |           |           |       |      |

### 2015년

#### 스위스 상속세
스위스의 부를 재분비하기 위해 상속세를 통해 215만달러 이상의 재산에 세금을 매기는 발안이 제기되었다.

지지자들은 스위스의 부가 점점 극소수에게 집중되고있기에, 이 법안이 공정하다고 지적했으나
70% 이상의 유권자들에 의해 기각되었다.

##### 결과
| 상속세                          | 657,851 | 29.0 | 1,613,982 | 71.0 | 29,487 | 2,301,320 | 5,265,120 | 43.7 | 부결 |
| 출처: Government of switzerland |         |      |           |      |        |           |           |      |      |

### 2014년

#### 외국인 부자에 대한 과세 증가
일하지 않는 외국인들에 대해 자산, 수입에 대해 세금을 매긴다.
좌파쪽인 대안정치당(Alternative List political groups)에 의해 발의되었다.

##### 결과
| 안건                            | 찬성      | 찬성 | 반대      | 반대 | 무효표 기권표 | 총 투표자수 | 총 유권자수 | 투표율 | 찬성 주(칸톤) | 찬성 주(칸톤) | 반대 주(칸톤) | 반대 주(칸톤) | 결과 |
| 안건                            | 투표수    | %    | 투표수    | %    | 무효표 기권표 | 총 투표자수 | 총 유권자수 | 투표율 | Full          | Half          | Full          | Half          | 결과 |
| ------------------------------- | --------- | ---- | --------- | ---- | ------------- | ----------- | ----------- | ------ | ------------- | ------------- | ------------- | ------------- | ---- |
| 외국인 부자에 대한 과세증가     | 1,053,125 | 40.8 | 1,528,114 | 59.2 | 37,529        | 2,618,768   | 5,247,489   | 49.9   | 1             | 0             | 19            | 6             | 부결 |
| 출처: Government of switzerland |           |      |           |      |               |             |             |        |               |               |               |               |      |

#### 이민자 규제방안
연간 할당된 쿼터만큼만 외국인 노동자, 이민자를 받겠다는 정책이다.

유럽연합과 스위스간 체결한 이민자 노동자 이동의 자유 반대되는 결과로, 이로 인해 스위스 정부는 eu와 3년이내 조약을 재협상하거나 기존 조약을 철회해야한다.
유럽 위원회는 이민자 쿼터 제한에 대해 즉각 유감 성명을 발표했으며, 일단 여파와 양자관계에 대해 파악하기 위해 시간을 갖고 기다리겠다고 말했다.
재계 또한 외국인 노동자 쿼터 제한에 반발하였으며, 이는 스위스가 역사적으로 수많은 해외 인력을 효과적으로 받아들여 자국산업을 발전시켰기 때문으로 풀이된다.
스위스 은행협회 또한 유감을 표명하면서 스위스의 입지를 확보해나가기 위해서라도 즉각 유럽연합과 회담을 열어야 한다고 성명을 냈다.

한편, 유럽 내에서는 극우 정당이 세력결집을 확산하는 중에 있어 스위스의 국민투표가 이후 다른 국가에 영향을 끼칠 가능성이 있다. 국민투표 이후 이탈리아와 오스트리아에서도 관련 투표를 요구하는 정당이 생겨나고 있다.

##### 결과
| 안건                           | 찬성      | 찬성 | 반대      | 반대 | 무효표 기권표 | 총 투표자수 | 총 유권자수 | 투표율 | 찬성 주(칸톤) | 찬성 주(칸톤) | 반대 주(칸톤) | 반대 주(칸톤) | 결과 |
| 안건                           | 투표수    | %    | 투표수    | %    | 무효표 기권표 | 총 투표자수 | 총 유권자수 | 투표율 | Full          | Half          | Full          | Half          | 결과 |
| ------------------------------ | --------- | ---- | --------- | ---- | ------------- | ----------- | ----------- | ------ | ------------- | ------------- | ------------- | ------------- | ---- |
| 이민자 쿼터제한                | 1,463,854 | 50.3 | 1,444,552 | 49.7 | 39,750        | 2,948,156   | 5,211,426   | 56.57  | 12            | 5             | 8             | 1             | 가결 |
| 출처:Government of Switzerland |           |      |           |      |               |             |             |        |               |               |               |               |      |

#### 최저임금 인상
정부가 노사간의 단체협약을 통해서 최저임금의 채택이 논의되어야 한다는 내용으로 발의되었다. 발의한이 제시한 최저임금은 시간당 22프랑으로, 세계에서 가장 높은 최저임금이다. 정부는 중소기업에게 타격을 줄 수 있다고 하며 반대입장을 보였다.

최저시급 반대이유는 기업의 생산비용에 인건비가 부담되어 실업을 야기할 수 있다고 생각했기 때문인데, 특히 저임금 노동자의 경우 타격이 심할 것으로 예상했다.

##### 결과
| 안건                           | 찬성    | 찬성  | 반대      | 반대  | 무효표 기권표 | 총 투표자수 | 총 유권자수 | 투표율 | 찬성 주(칸톤) | 찬성 주(칸톤) | 반대 주(칸톤) | 반대 주(칸톤) | 결과 |
| 안건                           | 투표수  | %     | 투표수    | %     | 무효표 기권표 | 총 투표자수 | 총 유권자수 | 투표율 | Full          | Half          | Full          | Half          | 결과 |
| ------------------------------ | ------- | ----- | --------- | ----- | ------------- | ----------- | ----------- | ------ | ------------- | ------------- | ------------- | ------------- | ---- |
| 최저임금인상                   | 687,571 | 23.73 | 2,210,192 | 76.27 | 45,152        | 2,942,915   | 5,221,519   | 56.36  | 0             | 0             | 20            | 6             | 부결 |
| 출처:Government of Switzerland |         |       |           |       |               |             |             |        |               |               |               |               |      |

#### 소아성범죄자의 아동관련 직업 금지
소아성범죄 전과가 있는 사람은 아동과 접촉할 수 있는 모든 직업을 못하도록 하는 법안이다.

##### 결과
| 안건                           | 찬성      | 찬성  | 반대      | 반대  | 무효표 기권표 | 총 투표자수 | 총 유권자수 | 투표율 | 찬성 주(칸톤) | 찬성 주(칸톤) | 반대 주(칸톤) | 반대 주(칸톤) | 결과 |
| 안건                           | 투표수    | %     | 투표수    | %     | 무효표 기권표 | 총 투표자수 | 총 유권자수 | 투표율 | Full          | Half          | Full          | Half          | 결과 |
| ------------------------------ | --------- | ----- | --------- | ----- | ------------- | ----------- | ----------- | ------ | ------------- | ------------- | ------------- | ------------- | ---- |
| 소아성범죄자 아동관련직업 금지 | 1,819,822 | 63.53 | 1,044,704 | 36.47 | 68,733        | 2,933,259   | 5,211,426   | 56.18  | 20            | 6             | 0             | 0             | 가결 |
| 출처:Government of Switzerland |           |       |           |       |               |             |             |        |               |               |               |               |      |

#### 이민자수 제한
자연보호를 위해 매년 전체인구의 0.2퍼센트로 이민을 제한하였다.

반대 이유에는 경제에 타격을 줄 수도 있고 스위스를 국제사회로부터 고립되도록 만들 수 있다는 우려가 있다.

##### 결과
| 안건                           | 찬성    | 찬성 | 반대      | 반대  | 무효표 기권표 | 총 투표자수 | 총 유권자수 | 투표율 | 찬성 주(칸톤) | 찬성 주(칸톤) | 반대 주(칸톤) | 반대 주(칸톤) | 결과 |
| 안건                           | 투표수  | %    | 투표수    | %     | 무효표 기권표 | 총 투표자수 | 총 유권자수 | 투표율 | Full          | Half          | Full          | Half          | 결과 |
| ------------------------------ | ------- | ---- | --------- | ----- | ------------- | ----------- | ----------- | ------ | ------------- | ------------- | ------------- | ------------- | ---- |
| 이민자수 제한                  | 671,099 | 25.9 | 1,920,454 | 74.17 | 31,147        | 2,,622,700  | 5,247,489   | 50.00  | 0             | 0             | 20            | 6             | 부결 |
| 출처:Government of Switzerland |         |      |           |       |               |             |             |        |               |               |               |               |      |

### 2010년

#### 외국인 범죄자 추방
살인이나 성폭행과 같은 중범죄를 저지른 외국인 범죄자를 추방하는 법안이며, 국민당에 의해 발의되었다. 다른 정당은 반대하였으나 법이 통과됨으로써 극우정당에게 힘을 실어주는 결과를 낳았다.
 2016년 10월 1일부터 법이 실행될 예정이다.
 추후 2016년에 비슷한 법안이 발의되었는데, EU와 통행자유를 맺은 상황에서 법안의 통과는 EU의 반발을 초래할 우려가 있다.

##### 결과
| 안건                  | 찬성      | 찬성  | 반대      | 반대  | 무효표 기권표 | 총 투표자수 | 총 유권자수 | 투표율 | 찬성 주(칸톤) | 찬성 주(칸톤) | 반대 주(칸톤) | 반대 주(칸톤) | 결과 |
| 안건                  | 투표수    | %     | 투표수    | %     | 무효표 기권표 | 총 투표자수 | 총 유권자수 | 투표율 | Full          | Half          | Full          | Half          | 결과 |
| --------------------- | --------- | ----- | --------- | ----- | ------------- | ----------- | ----------- | ------ | ------------- | ------------- | ------------- | ------------- | ---- |
| 외국인 중범죄자 추방  | 1,397,923 | 52.26 | 1,243,942 | 46.51 | 48,934        | 2,690,799   | 5,084,053   | 52.93  | 15            | 5             | 5             | 1             | 가결 |
| 출처:Direct Democracy |           |       |           |       |               |             |             |        |               |               |               |               |      |

### 2009년

#### 이슬람첨탑 금지

칸톤에서의 투표 결과이다. 붉은색 부분이 첨탑 금지 반대를 나타내고 초록색 부분이 첨탑 금지 찬성을 나타낸다.

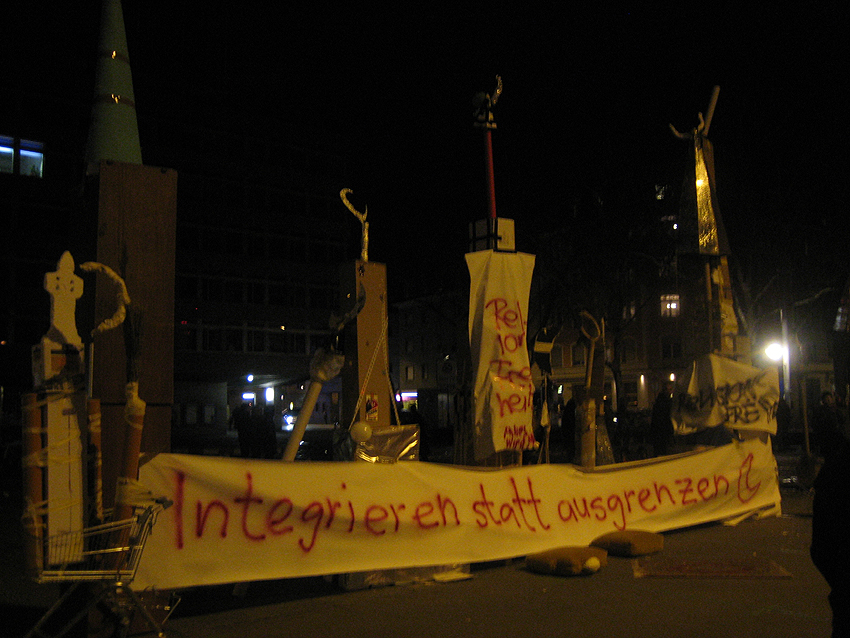
투표날 저녁, 투표 결과에 대해 반대하는 시위가 스위스 주요 도시에서 발생했다. 임시변통으로 만든 첨탑 밑에 걸린 배너에는 "Integrate rather than exclude."라고 써있다.

스위스의 이슬람화를 방지하기 위해 국민당이 발의하였다. 이로써 유럽에서 무슬림의 종교적행위에 제재를 가한 첫 국가가 되었다.

이슬람모스크가 단 4개만 있는 상황이고, 이슬람 국가와 크게 마찰이 없는 상태에서 통과된 것은 의외의 결과였다.

이로인해 무슬림권 나라와의 대외적 이미지, 투자, 교역에 문제가 생길까 우려의 목소리도 나왔다.

다른 유럽의 극우정당들이 안티무슬림, 이민 정책으로 큰 힘을 받는 상황에서 유럽전체로 비슷한 법이 생길까 하는 우려도 낳았다.

정부와 교회, 인권 단체들은 이것은 종교의 자유를 근본적으로 침해하는 것이라며 반발했다.

찬성론자들은 모스크첨탑은 단순한 종교적 상징물이 아니라 정치적 심볼로 해석해야 한다며 샤리아법과 같은 강제혼, 명예로운 죽음, 여성에 대한 억압과 같은 문화가 들어올 수 있는 점을 강조했다.

##### 결과
| 안건                   | 찬성      | 찬성 | 반대      | 반대 | 무효표 기권표 | 총 투표자수 | 총 유권자수 | 투표율 | 찬성 주(칸톤) | 찬성 주(칸톤) | 반대 주(칸톤) | 반대 주(칸톤) | 결과 |
| 안건                   | 투표수    | %    | 투표수    | %    | 무효표 기권표 | 총 투표자수 | 총 유권자수 | 투표율 | Full          | Half          | Full          | Half          | 결과 |
| ---------------------- | --------- | ---- | --------- | ---- | ------------- | ----------- | ----------- | ------ | ------------- | ------------- | ------------- | ------------- | ---- |
| 이슬람첨탑 금지법안    | 1,535,010 | 57.5 | 1,134,440 | 42.5 | 39,837        | 2,709,287   | 5,309,676   | 53.76  | 17            | 5             | 3             | 1             | 가결 |
| 출처: Direct Democracy |           |      |           |      |               |             |             |        |               |               |               |               |      |

### 2008년

#### 시민권 부여를 지자체별로 실시
스위스 대법원은 한 칸톤에서 일어난 사건 (8명의 이탈리아인은 승인되고 그 외 동유럽, 터키 이민자들은 다 거절당한 사건)을 통해 시민권 부여는 종교, 인종적 배경에 따라 차별해서는 안된다고 규정하였다. 따라서 2003년 지자체에서 투표를 통한 이민자들에 대한 시민권 부여를 막았다. 그리고 거절당한 후보자들에게 항고할 권리를 줘야한다고 정하였다.

스위스 극우 국민당이 다시 지자체에서 투표나 혹은 지자체별 방식대로 시민권을 부여하자고 발의하였고, 거절당한 후보자의 항고권리도 없애야 한다고 주장하였다.
정부와 다른 정당들은 시민권 부여의 남용을 지적하며 시민권 받은 외국인 범죄수를 근거로 들었고, 시민권 부여가 1991년에 비해 8배나 늘어난 것을 지적하며 반대입장을 펼쳤다.
참고로 스위스는 시민권 신청조건이 까다로워, 12년간 거주해야 신청자격을 준다.

##### 결과
| 안건                   | 찬성    | 찬성  | 반대      | 반대  | 무효표 기권표 | 총 투표자수 | 총 유권자수 | 투표율 | 찬성 주(칸톤) | 찬성 주(칸톤) | 반대 주(칸톤) | 반대 주(칸톤) | 결과 |
| 안건                   | 투표수  | %     | 투표수    | %     | 무효표 기권표 | 총 투표자수 | 총 유권자수 | 투표율 | Full          | Half          | Full          | Half          | 결과 |
| ---------------------- | ------- | ----- | --------- | ----- | ------------- | ----------- | ----------- | ------ | ------------- | ------------- | ------------- | ------------- | ---- |
| 지자체별 시민권 부여   | 804,730 | 36.25 | 1,415,249 | 63.75 | 25,598        | 2,245,577   | 4,970,220   | 45.18  | 1             | 0             | 19            | 6             | 부결 |
| 출처: Direct Democracy |         |       |           |       |               |             |             |        |               |               |               |               |      |

### 2006년

#### 이민 망명법 개정
이민이나 망명 관련 조건과 절차를 엄격하게 하자는 법안이다.

##### 결과
| 이민 망명법 개정       | 1,598,399 | 67.8 | 760,787 | 32.2 | 34,620 | 2,393,806 | 4,893,927 | 48.9 | 가결 |
| 출처: Direct Democracy |           |      |         |      |        |           |           |      |      |

### 2004년

#### 이민 2,3세대에 시민권 부여
2,3세 외국인에게 시민권을 부여하는 것을 간소화하자는 법안이다.

##### 결과
| 안건                     | 찬성      | 찬성 | 반대      | 반대 | 무효표 기권표 | 총 투표자수 | 총 유권자수 | 투표율 | 찬성 주(칸톤) | 찬성 주(칸톤) | 반대 주(칸톤) | 반대 주(칸톤) | 결과 |
| 안건                     | 투표수    | %    | 투표수    | %    | 무효표 기권표 | 총 투표자수 | 총 유권자수 | 투표율 | Full          | Half          | Full          | Half          | 결과 |
| ------------------------ | --------- | ---- | --------- | ---- | ------------- | ----------- | ----------- | ------ | ------------- | ------------- | ------------- | ------------- | ---- |
| 2,3세 외국인 시민권 부여 | 1,238,912 | 48.4 | 1,322,587 | 51.6 | 30,469        | 2,591,968   | 4,814,035   | 53.8   | 6             | 1             | 14            | 5             | 부결 |
| 출처: Nohlen & Stöver    |           |      |           |      |               |             |             |        |               |               |               |               |      |

#### 배아줄기세포 연구 허용
파킨슨병, 당뇨병 같은 난치병을 치료하기 위해 인간배아 줄기세포에 대한 연구를 허용하는 법안. 스위스는 2003년 말 배아줄기세포연구에 관한 법안이 국회를 통과하였으나, 녹색당 및 낙태 반대자들의 서명운동으로 시행이 보류되어 오다가 이번에 국민투표로 확정하였으며, 과학자들의 특정분야 연구 허용여부를 국민투표에 의해 결정한 첫 번째 사례가 되었다.

##### 결과
| 배아줄기세포 연구 허용 | 1,156,706 | 66.4 | 585,530 | 33.6 | 42,349 | 1,785,215 | 4,819,855 | 37.0 | 가결 |
| 출처: Nohlen & Stöver  |           |      |         |      |        |           |           |      |      |

### 2002년

#### 망명법 강화
이 정책을 통해 유럽에서 가장 망명하기 어려운 나라가 되었다. 경제적인 이유로 이민오면서 명목상으로는 정치적 망명등의 이유로 오는 이민자들을 막기위한 법안이다.

특히 이탈리아와 같은 인접국가에서 거절당한 이민자들을 막을려는 수단인데, 망명자들 중에 그 나라에서 직접 스위스로 오는 망명자들만 고려하겠다고 하였다.

UN 난민부는 스위스로 오는 난민들의 대부분은 제대로 된 서류나 돈이 없기 때문에 비행기를 통해 스위스로 망명하는 것은 거의 불가능하다고 하며, 대부분 인접국가를 거쳐서 망명하기 때문에 만약 스위스에서 법을 개정해 난민들을 규제한다면 난민들은 스위스와 근접국가 국경사이에 갇히게 될 수 있다고 우려하였다.찬성자들은 많은수의 난민들이 범죄, 마약밀매에 연루되어있기 때문에 규제를 강화해야 한다고 주장하였다.

##### 결과
| 불망명법 강화         | 1,119,342 | 49.9 | 1,123,550 | 50.1 | 33,690 | 2,276,582 | 4,749,994 | 47.9 | 부결 |
| 출처: Nohlen & Stöver |           |      |           |      |        |           |           |      |      |

### 1999년

#### 망명자 법
망명자들의 신분을 철저히 검사하는 등 망명의 절차를 강화하는 대신에 비용적인 부담을 덜어주었다. 망명자들은 자국의 평화가 안정되면 다시 돌아가야만 한다. 이러한 내용들은 대부분의 사람들에게 환영 받았지만 일부 망명 단체들에 의해 비난을 받기도 했다.

##### 결과
| 망명자 법             | 1,443,137 | 70.6 | 601,389 | 29.4 | 73,438 | 2,117,964 | 4,646,362 | 45.6 | 가결 |
| 출처: Nohlen & Stöver |           |      |         |      |        |           |           |      |      |

### 1996년

#### 불법 이민자들에 대한 반대 정책
스위스가 이민자와 외국인들에 대한 우호적인 태도를 취하자 불법 이민자 또한 많아져 그에 대한 반대 여론이 생성되었다. 이에 따라 실시된 반대 정책에 대한 투표를 실시했으나 과반수 이상의 표를 얻지는 못하였다.

제대로된 서류를 갖추지 못하면 망명신청을 거부하였고, 망명할려는 자들의 수입에 대해 정부가 통제하였다.

##### 결과
| 안건                  | 찬성    | 찬성 | 반대      | 반대 | 무효표 기권표 | 총 투표자수 | 총 유권자수 | 투표율 | 찬성 주(칸톤) | 찬성 주(칸톤) | 반대 주(칸톤) | 반대 주(칸톤) | 결과 |
| 안건                  | 투표수  | %    | 투표수    | %    | 무효표 기권표 | 총 투표자수 | 총 유권자수 | 투표율 | Full          | Half          | Full          | Half          | 결과 |
| --------------------- | ------- | ---- | --------- | ---- | ------------- | ----------- | ----------- | ------ | ------------- | ------------- | ------------- | ------------- | ---- |
| 불법 이민자 반대      | 982,867 | 46.3 | 1,138,301 | 53.7 | 34,938        | 2,156,106   | 4,612,266   | 46.7   | 10            | 2             | 10            | 4             | 부결 |
| 출처: Nohlen & Stöver |         |      |           |      |               |             |             |        |               |               |               |               |      |

### 1994년

#### 외국인에 대한 연방법
스위스 연방 정부는 외국인 투자 유치를 위한 관대한 태도를 취하고, 26개의 외국인 투자자들이 주요 정책을 수립하도록 하며, 투자에 있어 대부분의 분야에 제한을 없앴다.

##### 결과
| 외국인에 대한 연방법  | 1,435,040 | 72.9 | 533,297 | 27.1 | 48,238 | 2,016,575 | 4,580,035 | 44.0 | 가결 |
| 출처: Nohlen & Stöver |           |      |         |      |        |           |           |      |      |

### 1991년

#### 투표권 나이
투표권은 만 18세부터 주어지도록 하였다.

##### 결과
| 안건                  | 찬성    | 찬성 | 반대    | 반대 | 무효표 기권표 | 총 투표자수 | 총 유권자수 | 투표율 | 찬성 주(칸톤) | 찬성 주(칸톤) | 반대 주(칸톤) | 반대 주(칸톤) | 결과 |
| 안건                  | 투표수  | %    | 투표수  | %    | 무효표 기권표 | 총 투표자수 | 총 유권자수 | 투표율 | Full          | Half          | Full          | Half          | 결과 |
| --------------------- | ------- | ---- | ------- | ---- | ------------- | ----------- | ----------- | ------ | ------------- | ------------- | ------------- | ------------- | ---- |
| 투표권나이            | 981,425 | 72.7 | 367,647 | 27.3 | 12,141        | 1,361,213   | 4,350,879   | 31.3   | 20            | 6             | 0             | 0             | 가결 |
| 출처: Nohlen & Stöver |         |      |         |      |               |             |             |        |               |               |               |               |      |